# Versión (música)
En música popular, una canción versionada o una versión (se usa a veces la voz inglesa cover, que significa cubrir) es una nueva interpretación o grabación de otra persona que no sea el artista o compositor original de una canción previamente grabada y lanzada comercialmente. Aunque en el idioma español versión también se utiliza para referirse a una obra musical versionada de la original por el mismo autor; por lo anterior, versión (música) puede aplicarse a cualquier arreglo, sea propio o de otro compositor.
Antes del inicio del rocanrol en la década de 1950, se publicaron canciones y los cantantes de la época pudieron sacar varios discos de una canción, cada uno dándole su tratamiento individual. Las versiones de portada también podrían lanzarse como un esfuerzo por revivir la popularidad de la canción entre las generaciones más jóvenes de oyentes después de que la popularidad de la versión original haya disminuido hace mucho tiempo.

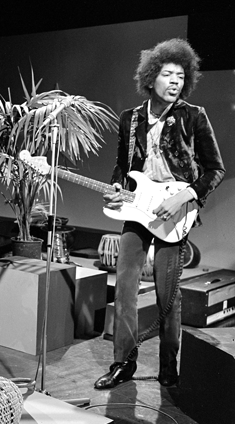
La versión hecha por Jimi Hendrix (en la imagen) de la canción «All Along the Watchtower» fue más popular que la original del Bob Dylan.

En ocasiones, un cover puede ser incluso más popular que la canción original. Algunos ejemplos son: Elvis Presley de Carl Perkins, «Blue Suede Shoes», Santana versionando a Peter Green y Fleetwood Mac con «Black Magic Woman», Johnny Cash versionando a Nine Inch Nails con «Hurt», Whitney Houston y su éxito con el cover de Dolly Parton, «I Will Always Love You» y de George Benson con «The Greatest Love of All», Glenn Medeiros de George Benson y «Nothing's Gonna Change My Love for You», la versión de Soft Cell de Gloria Jones y «Tainted Love», Amy Winehouse y The Zutons con «Valerie» o Jimi Hendrix versionando a Bob Dylan con «All Along the Watchtower». La grabación de Hendrix, lanzada seis meses después del original de Dylan, se convirtió en un sencillo Top 10 en el Reino Unido en 1968 (número 20 de Estados Unidos) y ocupó el puesto 48. en Rolling Stone revista 500 mejores canciones de todos los tiempos.
Otro ejemplo famoso es la versión de los Beatles de «Twist and Shout», originalmente de The Top Notes, y su versión de la canción, «Till There Was You», de Meredith Willson, entre otros durante la historia.

## Historia
El término cover se remonta décadas atrás cuando la versión de portada describía originalmente una versión rival de una melodía grabada para competir con la versión (original) lanzada recientemente. El «Chicago Tribune» describió el término en 1952: «jerga comercial que significa grabar una melodía que parece un éxito potencial en el sello discográfico de otra persona». Los ejemplos de grabaciones versionadas incluyen Paul Williams' 1949 la canción «The Hucklebuck» y Hank Williams' 1952 canción «Jambalaya». Ambos cruzaron al popular Hit Parade y tuvieron numerosas versiones exitosas. Antes de mediados del siglo XX, la noción de una versión original de una melodía popular habría parecido un poco extraña: la producción de entretenimiento musical se veía como un evento en vivo, incluso si se reproducía en casa a través de una copia de la partitura, aprendida de memoria o capturada en un registro de gramófono. De hecho, uno de los principales objetivos de la publicación de partituras era que una composición fuera interpretada por tantos artistas como fuera posible.
En generaciones anteriores, algunos artistas hicieron carreras muy exitosas al recuperar o revisar canciones que alguna vez fueron populares, incluso sin hacer versiones contemporáneas de éxitos actuales. Los músicos ahora tocan lo que llaman «versiones de portada» (la revisión, actualización o interpretación) de las canciones como un homenaje al artista o grupo original. El uso de material familiar (como éxitos intemporales, melodías contemporáneas o grabaciones clásicas) es un método importante para aprender estilos musicales. Hasta mediados de la década de 1960, la mayoría de los álbumes, o discos de larga duración, contenían una gran cantidad de éxitos intemporales o contemporáneos para mostrar una gama más amplia de las habilidades y el estilo del artista. (Ver, por ejemplo, Please Please Me .) Los artistas también pueden realizar interpretaciones («cóveres») de las canciones de éxito de un artista favorito por el simple placer de tocar una canción conocida o una colección de canciones. Una canción versionada reproduce tales «cóveres» exclusivamente.
Hoy en día, tres grandes tipos de artistas dependen de las versiones para su repertorio principal:
Tribute acts o bandas tributo son artistas que se ganan la vida recreando la música de un artista o banda en particular. Bandas como Björn Again, Led Zepagain, The Fab Four, Australian Pink Floyd Show, The Iron Maidens y Glory Days están dedicados a tocar la música de ABBA, Led Zeppelin, The Beatles, Pink Floyd, Iron Maiden y Bruce Springsteen respectivamente. Algunos actos de homenaje saludan a The Who, The Rolling Stones y muchos otros de rock clásico. Muchos actos de homenaje se dirigen a artistas que siguen siendo populares pero que ya no se presentan, lo que permite a la audiencia experimentar la «próxima mejor opción» del acto original. La formación de actos de tributo es aproximadamente proporcional a la popularidad duradera del acto original; por ejemplo, se han formado docenas de bandas tributo a los Beatles y se ha formado toda una subindustria en torno a Elvis impersonation. Muchas bandas tributo intentan recrear la música de otra banda lo más fielmente posible, pero algunas de estas bandas presentan un giro. Dread Zeppelin realiza versiones reggae del catálogo de Zeppelin y Beatallica crea fusiones de canciones de los Beatles y Metallica en metales pesados. También hay situaciones en las que un miembro de una banda tributo tendrá mayor éxito, a veces con el acto original que rinden homenaje. Un ejemplo notable es Tim "Ripper" Owens quien, una vez que el cantante principal de la banda tributo Judas Priest British Steel, se unió al mismo Judas Priest.
Actuaciones o bandas versionadas son artistas que interpretan una amplia variedad de canciones de portada agradables para el público que disfruta de la familiaridad de las canciones exitosas. Dichas bandas recurren a los 40 éxitos actuales y/o los de décadas anteriores para proporcionar entretenimiento nostálgico en bares, cruceros y en eventos como bodas, celebraciones familiares y funciones corporativas. Desde el advenimiento de las computadoras de bajo costo, algunas bandas de versiones usan un catálogo computarizado de canciones, para que el cantante pueda mostrar la letra de una canción en la pantalla de una computadora. El uso de una pantalla para letras como ayuda de memoria puede aumentar dramáticamente el número de canciones que puede interpretar un cantante.
Revivalist artist o bandas son artistas que se inspiran en un género musical completo y se dedican a curar y recrear el género y presentarlo a un público más joven que no ha experimentado esa música de primera mano. A diferencia de las bandas tributo y las bandas de versiones que se basan principalmente en audiencias que buscan una experiencia nostálgica, las bandas de revivalistas generalmente buscan nuevas audiencias jóvenes para quienes la música es fresca y no tiene ningún valor nostálgico. Por ejemplo, Sha Na Na comenzó en 1969 como una celebración de la música doo-wop de la década de 1950, un género de música que inicialmente no estaba de moda durante la era de la contracultura hippie. The Blues Brothers comenzó en 1978 como un saludo vivo a la música de blues, soul y R&B de los años 50 y 60 que no estaba de moda a fines de los 70. El credo de los Blues Brothers era que estaban «en una misión de Dios» como evangelistas del blues y la música soul. The Black Crowes se formó en 1984, inicialmente dedicado a revivir el estilo blues-rock de los años 70. Comenzaron a escribir su propio material en la misma línea.

## Estados Unidos derecho de autor
Desde la Ley de derechos de autor de 1909, los músicos de los Estados Unidos tienen derecho a grabar una versión de la melodía previamente grabada y lanzada de otra persona, ya sea solo música o música con letras. Se puede negociar una licencia entre los representantes del artista intérprete y el titular de los derechos de autor, o la grabación de las canciones publicadas puede caer bajo una licencia mecánica por la cual el artista de grabación paga un estándar regalías para el autor original/titular de los derechos de autor a través de una organización como la Harry Fox Agency, y está seguro según la ley de derechos de autor, incluso si no tienen ningún permiso del autor original. Limelight proporcionó un servicio similar por RightsFlow, hasta enero de 2015, cuando anunciaron que cerrarán su servicio. El Congreso de los Estados Unidos introdujo la licencia mecánica para evitar un intento de la Aeolian Company de monopolizar el mercado piano roll.
Aunque un compositor no puede negarle a nadie una licencia mecánica para una nueva versión grabada, el compositor tiene el derecho de decidir quién lanzará la primera grabación de una canción. Bob Dylan aprovechó este derecho cuando rechazó a su propia compañía discográfica el derecho de lanzar una grabación en vivo de «Mr. Tambourine Man». Incluso con esto, pre-release cover versions de canciones pueden ocurrir ocasionalmente.
Las presentaciones en vivo de canciones protegidas por derechos de autor generalmente se organizan a través de organización de derechos de interpretación como ASCAP o BMI.

## Historia de principios delsigloXX

### Varias versiones en varios formatos o ubicaciones
A principios del siglo XX se hizo común que las compañías discográficas de fonógrafo sello discográfico hicieran que cantantes o músicos «cubrieran» una melodía de «éxito» comercialmente exitoso al grabar una versión para su propio sello con la esperanza de cobrar en el éxito de la melodía. Por ejemplo, Ain't She Sweet se popularizó en 1927 por Eddie Cantor (en el escenario) y por Ben Bernie y Gene Austin (en el registro), fue repopularizado a través de grabaciones populares por el Sr. Goon Bones y el Sr. Ford y Pearl Bailey en 1949, y más tarde revivió como 33 1/3 y 45 RPM por The Beatles en 1964.
Debido a que se hizo poca promoción o publicidad en los primeros días de la producción discográfica, aparte de en el music hall o tienda de música local, el comprador promedio que compra un nuevo disco generalmente solicitó la melodía, no el artista. La distribución de discos estaba altamente localizada, por lo que un artista popular localmente podría grabar rápidamente una versión de una canción exitosa de otra área y llegar a una audiencia antes de la versión del artista (s) que primero introdujo la melodía en un formato particular: el «original», artista «introductorio» o «popularizador», estaba ampliamente disponible, y las compañías discográficas altamente competitivas se aprovecharon rápidamente de estos hechos. 

### Puntos de venta rivales y grabaciones populares
Esto comenzó a cambiar a fines de la década de 1930, cuando el creciente público que compra discos comenzó a incluir un grupo de edad más joven. Durante la Swing era, cuando un bobby soxer buscaba una melodía grabada, diga «In the Mood», por lo general quería la versión popularizada por su favorita artista (s), p. ej. la versión Glenn Miller (en la etiqueta Bluebird más barata de RCA Victor), no la de otra persona (a veces presentada en una etiqueta de compañía discográfica más cara). Esta tendencia estuvo marcada de cerca por las listas de ventas de discos de los diferentes artistas, no solo melodías exitosas, en los Hit Parades de la industria de la música. Sin embargo, por razones comerciales sensatas, las compañías discográficas continuaron grabando diferentes versiones de canciones que se vendieron bien. La mayoría del público hasta mediados de la década de 1950 todavía escuchaba a sus artistas favoritos tocar música en vivo en el escenario o a través de radio. Y dado que los programas de radio estaban dirigidos en su mayor parte a audiencias locales, todavía era raro que un artista en un área llegara a una audiencia masiva. Además, las estaciones de radio tendían a atender a los mercados de gran audiencia, por lo que un artista en una línea podría no ser transmitido en otras estaciones dirigidas a un público determinado. Por lo tanto, las versiones populares de jazz, country y western o melodías de rhythm and blues, y viceversa, eran frecuentes. Considere Mack the Knife (Die Moritat vom Mackie Messer): esto fue originalmente de 1928 de Bertholt Brecht Die Dreigroschenoper. Fue popularizado por un disco de 1956 Hit Parade melodía instrumental, Moritat , para el Dick Hyman Trio, también grabado por Richard Hayman y Jan August, pero también un éxito para Louis Armstrong 1956/1959, Bobby Darin, 1959, y Ella Fitzgerald, 1960, como versiones vocales de Mack el cuchillo.
Europa Radio Luxemburgo, como muchas estaciones comerciales, también vendió «tiempo en el aire»; así que las compañías discográficas y otros compraron tiempo al aire para promocionar sus propios artistas o productos, aumentando así el número de versiones grabadas de cualquier melodía disponible. Agregue a esto el hecho de que muchas estaciones de radio estaban limitadas en su «tiempo de aguja» permitido (la cantidad de música grabada que podían tocar), o estaban reguladas por la cantidad de talento local que tenían que promover en vivo transmisiones, como con la mayoría de las estaciones nacionales como la BBC en el Reino Unido.

### Incentivos para hacer versiones grabadas duplicadas de una canción
En los Estados Unidos, a diferencia de la mayoría de los países, las emisoras pagan regalías a los autores y editores. Los artistas no reciben regalías, por lo que existe un incentivo para grabar numerosas versiones de una canción, particularmente en diferentes géneros. Por ejemplo, King Records frecuentemente cortaba rhythm and blues y country and western versiones de canciones novedosas como «Good Morning, Judge» y «No me pongas esos ojos inyectados en sangre». Esta tradición se expandió cuando las canciones rhythm and blues comenzaron a aparecer en las listas de música pop.
En los primeros días de rock and roll, muchas canciones originalmente grabadas por R&B y músicos del país todavía estaban siendo regrabadas en una vena más popular por otros artistas con un tono más atenuado estilo o esmalte profesional. Esto era inevitable porque las estaciones de radio eran reacias a reproducir formatos fuera del gusto de su público objetivo. Con mucho, el estilo de música más popular a mediados de la década de 1950 / mediados de la década de 1960 seguía siendo la orquesta ligera profesional, por lo que los artistas de grabación populares buscaron ese formato.
Para muchos puristas, estas versiones populares carecían de la terrenalidad cruda de los artistas introductores originales.
La mayoría no tenía los elogios que ansiaban los adolescentes rebeldes, la credibilidad callejera de la música rock and roll; la mayoría se realizaron, y algunas fueron escritas, por artistas negros que no se escuchan en los mercados populares de entretenimiento masivo. La mayoría de los padres consideraron que las versiones de portada populares de bowdler más agradables para la audiencia masiva de padres y sus hijos. Los artistas dirigidos a la audiencia familiar de mayoría blanca fueron más aceptables para los programadores en la mayoría de las estaciones de radio y televisión. El cantante y compositor Don McLean llamó a la versión de portada una «herramienta racista». Muchos padres en la década de 1950 - Los años 60, intencionalmente racistas o no, se sintieron profundamente amenazados por el rápido ritmo del cambio social. En su mayor parte, habían compartido entretenimiento con sus padres en formas en que sus hijos se habían vuelto reacios a hacerlo. La máquina de discos y el reproductor de discos personales seguían siendo piezas de maquinaria relativamente caras, y la radio portátil era una gran novedad, ya que permitía a los adolescentes truculentos apagarse.
Las melodías introduciendo u «originales» artistas de nicho de mercado que tuvieron éxito en la audiencia masiva Las listas de éxitos de Hit Parade se denominan crossovers a medida que cruzaban del país objetivo, el jazz o la audiencia de ritmo. Además, muchas canciones originalmente grabadas por artistas masculinos fueron grabadas por artistas femeninas, y viceversa. Dicha versión de cubierta también a veces se denomina versión de cubierta cruzada , cubierta masculina o cubierta femenina . <! - como en el vestuario cruzado? -> Incidentalmente, hasta la mitad Los vocalistas masculinos de la década de 1930 a menudo cantaban las letras femeninas de canciones populares, aunque esto se desvaneció rápidamente después de que se considerara decadente en la Alemania nazi. Algunas canciones como «If Only for One Night» fueron grabadas originalmente por artistas femeninas pero cubiertas en su mayoría por artistas masculinos.
La reelaboración de melodías y letras en idiomas no ingleses para los mercados anglosajones fue una vez una parte popular del negocio de la música. Por ejemplo, el éxito mundial de 1954 The Happy Wanderer fue originalmente Der fröhliche Wanderer, a esto hay que agregarle Hymne a l'amour, Mutterlein, Volare, Seeman, Quando, Quando, Quando, L'amour est bleu, etc.

## Nuevas versiones modernas
Se han grabado versiones de versiones de muchas canciones populares, a veces con un estilo radicalmente diferente, a veces prácticamente indistinguible del original. Por ejemplo, el rap de 1992 de Sir Mix-a-Lot «Baby Got Back» fue cubierto por el cantante de rock indie Jonathan Coulton en 2005, en una acústica rock suave estilo. La portada de Coulton fue cubierta, sin atribución, en 2013 por el programa «Glee», y fue tan similar que Coulton, entre otros, alegó plagio de su arreglo. Algunos productores o artistas de grabación también pueden contratar los servicios de una compañía de reproducción de muestra como Titan Tribute Medios o Scorccio, para replicar una grabación original con precisión y detalle.
Una canción puede estar cubierta en otro idioma. Por ejemplo, en la década de 1930, se conoce una grabación de Isla de Capri en español, por Osvaldo Fresedo y el cantante Roberto Ray. Falco el éxito en alemán de 1982 «Der Kommissar» fue cubierto en inglés por After the Fire, aunque se retuvo el título alemán. La versión en inglés, que no era una traducción directa del original de Falco, pero que conservaba gran parte de su espíritu, alcanzó el Top 5 en las listas estadounidenses. «The Lion Sleeps Tonight» evolucionó durante varias décadas y versiones de una canción de 1939 Solomon Linda a cappella . Muchos de los éxitos de la década de 1980 de la cantante Laura Branigan eran versiones en inglés de canciones que ya tenían éxito en Europa, para el mercado discográfico estadounidense. Existen numerosas versiones en inglés de «99 Luftballons» del cantante alemán Nena (en particular una de la banda de punk Goldfinger), una de ellas Nena ella misma siguiendo el éxito de su versión original en alemán. «Popcorn», una canción que originalmente era completamente instrumental, ha agregado letras en al menos seis idiomas diferentes en varias versiones. Durante el apogeo de Cantopop en Hong Kong a fines de la década de 1970 hasta principios de la década de 1990, muchos éxitos fueron versiones de títulos en inglés y japonés que han ganado fama internacional pero con letras localizadas (a veces varios conjuntos de letras cantadas al mismo tono), y los críticos a menudo critican a la industria de la música de acortar el proceso de composición.
Aunque las versiones de portada modernas a menudo se producen por razones artísticas, quedan algunos aspectos del espíritu falso de las primeras versiones de portada. En el apogeo de la compra de álbumes de la década de 1970, se crearon álbumes de portadas similares al sonido, comúnmente lanzadas para llenar gangas s en la sección de música de los supermercados e incluso especializadas tiendas de música, donde los clientes desinformados pueden confundirlos fácilmente con grabaciones originales. El empaque de tales discos a menudo era intencionalmente confuso, combinando el nombre del artista original en letras grandes con un pequeño descargo de responsabilidad como como originalmente cantaba o como popularizó . Más recientemente, álbumes como la serie Kidz Bop de disco compacto s, con versiones de canciones contemporáneas cantadas por niños, se han vendido con éxito.
En 2009, se estrenó la serie de televisión estadounidense de comedia y drama musical Glee, con varias actuaciones musicales por episodio. La serie presentaba únicamente canciones de portada interpretadas por el titular de la serie glee club hasta cerca del final de su segunda temporada con el episodio «Canción original». La serie todavía usa principalmente canciones de versiones de éxitos de listas y melodías de espectáculos, ocasionalmente como mashups o variaciones distintas. Las actuaciones musicales del programa han sido un éxito comercial, con más de veintiún millones de copias de los lanzamientos individuales del elenco de Glee comprados digitalmente, y más de nueve millones de álbumes comprados en todo el mundo.

## Actualización de canciones antiguas
Las versiones (como se usa ahora el término) son a menudo versiones contemporáneas de canciones familiares. Por ejemplo, «Singin' in the Rain» fue presentado originalmente por Cliff Edwards en la película The Hollywood Revue of 1929. La famosa versión Gene Kelly fue una revisión que la actualizó para un musical de Hollywood de la década de 1950, y se utilizó en la película de 1952 «Singin 'in the Rain». En 1978, fue cubierto por el cantante francés Sheila acompañado por el B. Devoción, como una canción disco, actualizándola una vez más para adaptarla al gusto musical de la época. Durante la era disco hubo una tendencia de tomar canciones conocidas y grabarlas al estilo disco. Más recientemente, «Singin 'In the Rain» ha sido cubierto y remezclado por el acto británico Mint Royale para un comercial de televisión para Volkswagen. Otro ejemplo de esto, desde un ángulo diferente, es la melodía «Blueberry Hill», muchos creen erróneamente que el lanzamiento Fats Domino de 1956 es la grabación original y el artista. De hecho, fue originalmente introducido en la película por Gene Autry y popularizado en el disco Hit Parade de 1940 por Glenn Miller. La versión rock and roll de Fats Domino es la única que actualmente podría tener una difusión generalizada en la mayoría de los medios. Del mismo modo, «Unchained Melody» fue interpretada originalmente por Todd Duncan, presentada en la película de 1955 Unchained (basada en la historia de no ficción Los prisioneros son personas de Kenyon J. Scudder); Al Hibbler teniendo el mayor número de ventas mundiales de discos para la versión vocal con el rival de versión de portada de Jimmy Young superando esto en el Reino Unido, La orquesta de Les Baxter gana las grandes ventas instrumentalistas, alcanzando el puesto número uno del Desfile de los Estados Unidos en mayo de 1955, pero The Righteous Brothers 'versión posterior (los cinco primeros en el Hit Parade de septiembre de 1965 pararse en el número 14 en el Reino Unido en agosto) es, con mucho, la versión más amplia conocida, y especialmente después de su aparición en la película de 1990 Ghost . «House of the Rising Sun» tiene cientos de versiones y en muchos géneros como folk, blues rock y punk, así como dance y dubstep.
El director Baz Luhrmann ha contemporizado y estilizado canciones antiguas para usar en sus películas. Aparecen versiones nuevas o de portada como «Love Is in the Air» de John Paul Young en Strictly Ballroom , «Young Hearts Run Free» de Candi Staton en Romeo + Julieta , y adaptaciones de artistas como Nat King Cole, Nirvana, Beso, Elton John, Thelma Houston, Marilyn Monroe, Madonna, T. Rex, David Bowie, Queen y The Police se usan en Moulin Rouge! Las cubiertas están cuidadosamente diseñadas para encajar en La estructura de cada película y el gusto del público objetivo.
Otros artistas lanzan nuevas versiones de sus propias canciones anteriores, como la cantante alemana Nena que grabó un álbum completo con gran éxito, con nuevas versiones de éxitos más antiguos. Las canciones de portada se pueden usar para mostrar la creatividad de los artistas a través del talento de la producción anterior de otro artista. No debe confundirse con un Remix, que se define como alterar o distorsionar el sonido original electrónicamente; Las versiones de portada le dan al intérprete la capacidad de adaptar la música a su propio estilo, lo que generalmente le permite cambiar el género de una canción y recrearla a su gusto. Por ejemplo, en 2008, Fall Out Boy cubrió la canción de éxito de Michael Jackson «Beat It», cambiando el género de pop rock a más punk rock sentir. Esto es más común con las versiones actuales, tomando música popular más antigua y actualizándola para compararla con la música popular moderna. La versión de Aretha Franklin de Otis Redding «Respect» fue votada como la mejor canción de todos los tiempos, según Forbes.com.